# Sorex thibetanus
Sorex thibetanus — вид роду мідиць (Sorex) родини мідицевих.
Вперше для науки цей вид описав відомий український зоолог академік Микола Кащенко (1855—1935) у 1905 році.

## Поширення
Країни поширення: Китай (Цинхай, Сичуань, Ганьсу і Тибет). Існує мало інформації для цього виду. Імовірно, він знаходиться в високогірних районах з помірним кліматом.

## Загрози та охорона
Загрози для цього виду залишаються невідомими. Не відомо, чи цей вид присутній в будь-якій із захищених областей.